# Puylinser

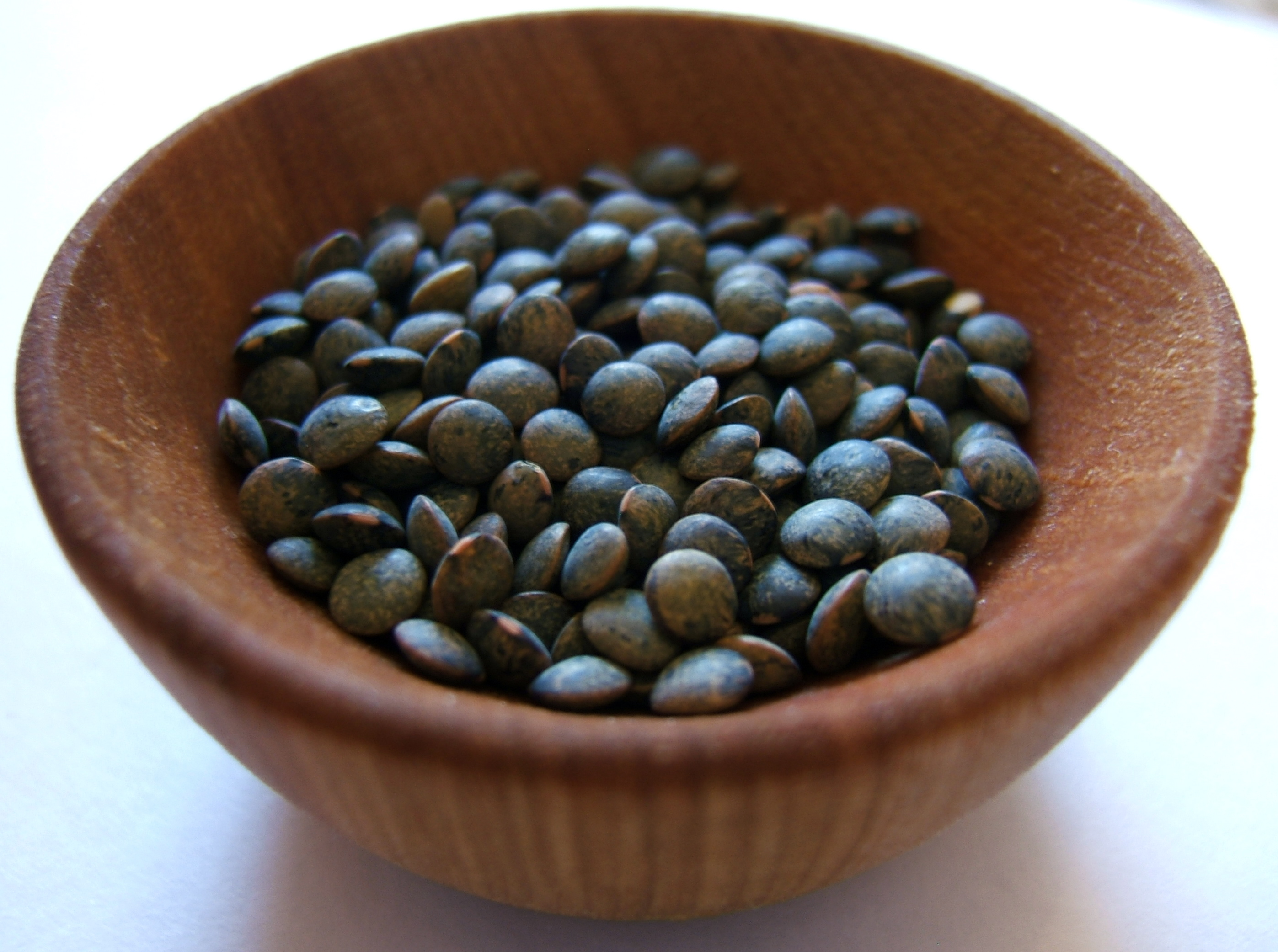
En skål med puylinser.

Puylinser är små gröngrå linser av arten Lens esculenta puyensis (eller L. culinaris puyensis). De har sitt ursprung i den franska préfecture de région Le Puy, och är en klassisk produkt från kommunen Le Puy-en-Velay i Auvergne-regionen i Frankrike. Puylinser är sedan 2008 en skyddad ursprungsbeteckning i hela Europeiska unionen (EU) och i Frankrike som en appellation d'origine contrôlée (AOC), vilket betyder att bara gröna linser som har odlats i Le Puy kan kallas Puylinser.
Dessa linser har odlats i regionen i över 2000 år och det anses att dess utmärkta gastronomiska egenskaper som kommer från terroiren (i detta fall områdets vulkaniska jord) och klimatet i odlingsområdet. Appellationsområdet, som ligger i hjärtat av departementet Haute Loire, skyddas från regnig nederbörd av två bergsbarriärer: Cantal och Margeride i väster och Vivarais-bergen i sydost. Regn faller därför först på bergen som är utsatta för de rådande vindarna. Nederbörden överstiger inte i genomsnitt 900 mm per år i området. God vattenförsörjning är ändå nödvändig, speciellt under odlingsanläggningens tillväxtfas. Klimatet är en primär faktor för de specifika egenskaperna hos den gröna linsen i Puy, och kännetecknas av: 
- den relativt låga temperaturen på grund av höjden i produktionsområdet (600 - 1000 m ö h) som begränsar linsens vegetativa cykel.
- minskad nederbörd i produktionsområdet.
- högre solsken i detta område.
- närvaron av torra och heta vindar, som vid växternas mognad orsakar intensiv vattenstress som leder till för tidig uttorkning.

Puylinser har kallats ”fattig mans kaviar”, och är en mycket uppskattad ingrediens av gourméer över hela världen. De hyllas för sin unika peppriga smak och förmågan att behålla sin form efter tillagning. En anledning till att man ansökte om skyddad ursprungsbeteckning var att Puylinsernas anseende som gourmetråvara gjorde att priserna för dessa linser markant översteg priserna för andra gröna linser på marknaden. Många producenter av gröna linser försökte därför marknadsföra sina linser genom att använda namnet ”Puylinser” för att kunna ta ut högre priser, utan att deras produkt hade något att göra med den franska regionen.
Puylinser är rika på protein, järn och kostfibrer.